# Copa Sudamericana 2008
De Copa Sudamericana 2008 was de zevende editie van deze door de CONMEBOL georganiseerd voetbalbekertoernooi. De loting vond plaats op 10 juni in Buenos Aires en de competitie werd gespeeld tussen 30 juli en 3 december. Het toernooi werd gewonnen door SC Internacional.

## Gekwalificeerde teams
Kwalificatie methodes
| Land                        | Team                      | Kwalificatiemethode                                              |
| --------------------------- | ------------------------- | ---------------------------------------------------------------- |
| Argentinië 6 + 1 deelnemers | Arsenal de Sarandí        | titelhouder Copa Sudamericana 2007                               |
| Argentinië 6 + 1 deelnemers | Boca Juniors              | uitgenodigd team                                                 |
| Argentinië 6 + 1 deelnemers | River Plate               | uitgenodigd team                                                 |
| Argentinië 6 + 1 deelnemers | Estudiantes de La Plata   |                                                                  |
| Argentinië 6 + 1 deelnemers | CA San Lorenzo de Almagro |                                                                  |
| Argentinië 6 + 1 deelnemers | Argentinos Juniors        |                                                                  |
| Argentinië 6 + 1 deelnemers | Independiente             |                                                                  |
| Bolivia 2 deelnemers        | Club Bolívar              | Liga de Fútbol Apertura en Clausura nummer 2                     |
| Bolivia 2 deelnemers        | Club Blooming             | Liga de Fútbol Clausura 3e plaats                                |
| Brazilië 8 deelnemers       | São Paulo FC              | Campeonato Brasileiro Série A 2007, winnaar                      |
| Brazilië 8 deelnemers       | Grêmio Porto Alegre       | Campeonato Brasileiro Série A 2007, 6e plaats                    |
| Brazilië 8 deelnemers       | SE Palmeiras              | Campeonato Brasileiro Série A 2007, 7e plaats                    |
| Brazilië 8 deelnemers       | Atlético Mineiro          | Campeonato Brasileiro Série A 2007, 8e plaats                    |
| Brazilië 8 deelnemers       | Botafogo FR               | Campeonato Brasileiro Série A 2007, 9e plaats                    |
| Brazilië 8 deelnemers       | CR Vasco da Gama          | Campeonato Brasileiro Série A 2007, 10e plaats                   |
| Brazilië 8 deelnemers       | SC Internacional          | Campeonato Brasileiro Série A 2007, 11e plaats                   |
| Brazilië 8 deelnemers       | Atlético Paranaense       | Campeonato Brasileiro Série A 2007, 12e plaats                   |
| Chili 2 deelnemers          | Ñublense                  | Primera División 2008, 1e Apertura                               |
| Chili 2 deelnemers          | Universidad Católica      | Primera División 2008, 2e Apertura                               |
| Colombia 2 deelnemers       | Deportivo Cali            | Categoría Primera A 2007, internationale kwalificatie: 4e plaats |
| Colombia 2 deelnemers       | América de Cali           | Categoría Primera A 2007, internationale kwalificatie: 5e plaats |
| Ecuador 2 deelnemers        | LDU Quito                 | Campeonato Ecuatoriano de Fútbol 2007, winnaar tweede fase       |
| Ecuador 2 deelnemers        | Deportivo Quito           | Campeonato Ecuatoriano de Fútbol 2008, winnaar eerste fase       |
| Paraguay 2 deelnemers       | Club Libertad             | Liga Paraguaya 2007, kampioen                                    |
| Paraguay 2 deelnemers       | Club Olimpia Asunción     | Liga Paraguaya 2007, 4e plaats                                   |
| Peru 2 plaatsen             | Club Sport Áncash         | Primera División Peruana 2007, 3e plaats                         |
| Peru 2 plaatsen             | Universitario de Deportes | Primera División Peruana 2007, 4e plaats                         |
| Uruguay 2 deelnemers        | CA River Plate Montevideo | Primera División 2007/08, kampioen                               |
| Uruguay 2 deelnemers        | Defensor Sporting         | 4e plaats in de Liguilla 2008                                    |
| Venezuela 2 deelnemers      | Aragua Fútbol Club        | Copa de Venezuela 2007, winnaar                                  |
| Venezuela 2 deelnemers      | Unión Atlético Maracaibo  | Primera División 2007/08, 4e plaats                              |
| Mexico 2 deelnemers         | Chivas Guadalajara        | Primera División Clausura 2008, 1e plaats                        |
| Mexico 2 deelnemers         | Club San Luis             | Primera División Clausura 2008, 2e plaats                        |
| Honduras 1 deelnemer        | CD Motagua                | Uitgenodigd team                                                 |

## Voorronde
Alle tweede geplaatste teams van elk Zuid-Amerikaanse land , met uitzondering van Argentinië en Brazilië, namen deel in deze ronde. De vier winnaars gingen door naar de eerste ronde.
| Team 1                    | Tot. | Team 2               | 1e wedstr. | 2e wedstr. |
| ------------------------- | ---- | -------------------- | ---------- | ---------- |
| CA River Plate Montevideo | 2-4  | Universidad Católica | 2-0        | 0-4        |
| Unión Atlético Maracaibo  | 2-4  | América de Cali      | 0-0        | 2-4        |
| Universitario de Deportes | 1-2  | Deportivo Quito      | 0-0        | 1-2        |
| Club Olimpia Asunción     | 4-3  | Club Blooming        | 4-2        | 0-1        |

## Eerste ronde
Aan de eerste ronde deden 28 clubs mee die elk een thuis- en uitduel spelen. Hiervan waren 24 clubs direct voor deze ronde gekwalificeerd. De 14 winnaars gingen door naar de laatste 16.
| Team 1                    | Tot.         | Team 2                     | 1e wedstr. | 2e wedstr. |
| ------------------------- | ------------ | -------------------------- | ---------- | ---------- |
| Defensor Sporting         | 5-4          | Club Libertad              | 2-1        | 3-3        |
| LDU Quito                 | 5-4          | Club Bolívar               | 4-2        | 1-2        |
| América de Cali           | 2-1          | Deportivo Cali             | 2-0        | 0-1        |
| Ñublense                  | 1-4          | Club Sport Áncash          | 1-0        | 0-4        |
| Universidad Catolica      | 6-2          | Club Olimpia Asunción      | 4-0        | 2-2        |
| Aragua Fútbol Club        | 2-3          | Club Deportivo Guadalajara | 1-2        | 1-1        |
| Club San Luis             | 5-4          | Deportivo Quito            | 3-1        | 2-3        |
| Arsenal de Sarandí        | 6-1          | CD Motagua                 | 4-0        | 2-1        |
| Independiente             | 3-3 ns (3-5) | Estudiantes de La Plata    | 2-1        | 1-2        |
| Argentinos Juniors        | 2-0          | CA San Lorenzo de Almagro  | 0-0        | 2-0        |
| Clube Atlético Paranaense | 0-0 ns (4-3) | São Paulo FC               | 0-0        | 0-0        |
| SC Internacional          | 3-3 (u)      | Grêmio Porto Alegre        | 1-1        | 2-2        |
| CR Vasco da Gama          | 3-4          | SE Palmeiras               | 3-1        | 0-3        |
| Botafogo FR               | 8-3          | Clube Atlético Mineiro     | 3-1        | 5-2        |

## Achtste finales
De achtste finales werden gespeeld tussen de 14 winnaars van de eerste ronde, plus de uitgenodigde teams Boca Juniors en River Plate.
| Team 1                  | Tot.    | Team 2                    | 1e wedstr. | 2e wedstr. |
| ----------------------- | ------- | ------------------------- | ---------- | ---------- |
| Boca Juniors            | 5-1     | LDU Quito                 | 4-0        | 1-1        |
| América de Cali         | 2-3     | Botafogo FR               | 2-1        | 1-3        |
| Club San Luis           | 2-3     | Argentinos Juniors        | 2-1        | 0-2        |
| Chivas Guadalajara      | 6-5     | Clube Atlético Paranaense | 2-2        | 4-3        |
| Defensor Sporting       | 2-4     | River Plate               | 1-2        | 1-2        |
| Club Sport Áncash       | 0-1     | SE Palmeiras              | 0-0        | 0-1        |
| Estudiantes de La Plata | 2-1     | Arsenal de Sarandí        | 2-1        | 0-0        |
| Universidad Católica    | 1-1 (u) | SC Internacional          | 1-1        | 0-0        |

## Kwartfinale
| Team 1                  | Tot. | Team 2             | 1e wedstr. | 2e wedstr. |
| ----------------------- | ---- | ------------------ | ---------- | ---------- |
| SC Internacional        | 4-1  | Boca Juniors       | 2-0        | 2-1        |
| Estudiantes de La Plata | 4-2  | Botafogo FR        | 2-0        | 2-2        |
| SE Palmeiras            | 0-3  | Argentinos Juniors | 0-1        | 0-2        |
| River Plate             | 3-4  | Chivas Guadalajara | 1-2        | 2-2        |

## Halve finale
| Team 1                  | Tot. | Team 2             | 1e wedstr. | 2e wedstr. |
| ----------------------- | ---- | ------------------ | ---------- | ---------- |
| SC Internacional        | 6-0  | Chivas Guadalajara | 2-0        | 4-0        |
| Estudiantes de La Plata | 2-1  | Argentinos Juniors | 1-1        | 1-0        |

## Finale
| Team 1                  | Tot. | Team 2           | 1e wedstr. | 2e wedstr. |
| ----------------------- | ---- | ---------------- | ---------- | ---------- |
| Estudiantes de La Plata | 1-2  | SC Internacional | 0-1        | 1-1 nv     |

## Statistieken

### Scheidsrechters
| Naam                | Geboren    | Land   | Duels | Kreeg geel | Kreeg voor de tweede keer geel en dus rood | Weggestuurd |
| ------------------- | ---------- | ------ | ----- | ---------- | ------------------------------------------ | ----------- |
| Carlos Amarilla     | 26.10.1970 | PAR    | 4     | 25         | 0                                          | 2           |
| José Buitrago       | 05.11.1970 | COL    | 3     | 16         | 0                                          | 3           |
| Carlos Chandía      | 14.11.1964 | CHI    | 3     | 18         | 0                                          | 2           |
| Leonardo Gaciba     | 26.06.1971 | BRA    | 3     | 15         | 0                                          | 1           |
| Pablo Lunati        | 05.06.1967 | ARG    | 3     | 11         | 0                                          | 0           |
| Víctor Rivera       | 11.01.1967 | PER    | 3     | 19         | 0                                          | 1           |
| Óscar Ruiz          | 01.11.1969 | COL    | 3     | 11         | 0                                          | 2           |
| Roberto Silvera     | 30.01.1971 | URU    | 3     | 18         | 0                                          | 1           |
| Federico Beligoy    | 13.10.1969 | ARG    | 2     | 10         | 0                                          | 0           |
| Albert Duarte       | 13.07.1969 | COL    | 2     | 11         | 0                                          | 2           |
| Carlos Galeano      | 30.06.1972 | PAR    | 2     | 8          | 0                                          | 0           |
| Jorge Larrionda     | 09.03.1968 | URU    | 2     | 12         | 0                                          | 3           |
| Heber Lopes         | 13.07.1972 | BRA    | 2     | 10         | 0                                          | 1           |
| Juan Soto           | 14.10.1977 | VEN    | 2     | 10         | 0                                          | 0           |
| Diego Abal          | 28.12.1971 | ARG    | 1     | 10         | 0                                          | 0           |
| Cancelario Andarcia | 18.09.1971 | VEN    | 1     | 6          | 0                                          | 1           |
| Antonio Arias       | 07.09.1972 | PAR    | 1     | 3          | 0                                          | 0           |
| Georges Buckley     | 23.04.1974 | PER    | 1     | 5          | 0                                          | 1           |
| Fernando Cabrera    | 13.03.1968 | URU    | 1     | 4          | 0                                          | 0           |
| Víctor Carrillo     | 30.10.1975 | PER    | 1     | 7          | 0                                          | 0           |
| Sálvio Fagundes     | 14.09.1968 | BRA    | 1     | 7          | 0                                          | 0           |
| Gabriel Favale      | 19.07.1967 | ARG    | 1     | 5          | 0                                          | 1           |
| Iván Gamboa         | 16.07.1965 | BOL    | 1     | 8          | 0                                          | 0           |
| Manuel Garay        | 28.04.1970 | PER    | 1     | 4          | 0                                          | 0           |
| Ricardo Grance      | 12.12.1963 | PAR    | 1     | 7          | 0                                          | 0           |
| Samuel Haro         | 26.10.1978 | ECU    | 1     | 4          | 0                                          | 1           |
| Alfredo Intriago    | 04.12.1970 | ECU    | 1     | 6          | 0                                          | 1           |
| Óscar Maldonado     | 13.04.1972 | BOL    | 1     | 4          | 0                                          | 1           |
| René Ortube         | 26.12.1964 | BOL    | 1     | 5          | 0                                          | 2           |
| Enrique Osses       | 26.05.1974 | CHI    | 1     | 5          | 0                                          | 1           |
| Alicio Peña         | 01.02.1968 | BRA    | 1     | 5          | 0                                          | 0           |
| Sergio Pezzotta     | 28.11.1967 | ARG    | 1     | 7          | 0                                          | 2           |
| Juan Pompei         | 18.09.1968 | ARG    | 1     | 6          | 0                                          | 0           |
| Líber Prudente      | 07.09.1971 | URU    | 1     | 4          | 0                                          | 0           |
| Wilmar Roldán       | 24.01.1980 | COL    | 1     | 5          | 0                                          | 1           |
| Evandro Roman       | 03.03.1973 | BRA    | 1     | 3          | 0                                          | 1           |
| Alejandro Sabino    | 09.08.1969 | ARG    | 1     | 4          | 0                                          | 2           |
| Rubén Selman        | 25.07.1963 | CHI    | 1     | 4          | 0                                          | 0           |
| Carlos Simon        | 03.09.1965 | BRA    | 1     | 3          | 0                                          | 0           |
| Wagner Tardelli     | 23.06.1964 | BRA    | 1     | 2          | 0                                          | 0           |
| Carlos Torres       | 27.04.1970 | PAR    | 1     | 6          | 0                                          | 0           |
| Martín Vázquez      | 14.01.1969 | URU    | 1     | 7          | 0                                          | 2           |
| Carlos Vera         | 25.06.1976 | ECU    | 1     | 1          | 0                                          | 1           |
| Totaal              | Totaal     | Totaal | 66    | 341        | 0                                          | 36          |

2002 · 2003 · 2004 · 2005 · 2006 · 2007 · 2008 · 2009 · 2010 · 2011 · 2012 · 2013 · 2014 · 2015 · 2016 · 2017 · 2018 · 2019 · 2020 · 2021 · 2022 · 2023 · 2024